# كوستاس تشارالامبيديس
كوستاس تشارالامبيديس (باليونانية: Κώστας Χαραλαμπίδης)‏ مواليد 4 أبريل 1976 في سالونيك، هو مدرب كرة سلة يوناني ولاعب معتزل. بدأ مسيرته الاحترافية في سنة 1997. يدرب في الدوري اليوناني لكرة السلة. يبلغ طوله 6 قدم 2.5 بوصة (1.9 م). اعتزل اللعب في 2014.

## المسيرة الاحترافية
لعب مع نادي ماكدونيكوس لكرة السلة من سنة 1997 إلى 2002، وعاد للعب معه مرة أخرى من سنة 2004 إلى 2006، ثم لعب مع نادي أريس لكرة السلة في موسم 2010–2011، ثم لعب مع نيو باسكت برينديزي في الدوري الإيطالي في سنة 2012.

## روابط خارجية
- كوستاس تشارالامبيديس على موقع الدوري الأوروبي لكرة السلة (الإنجليزية)
- كوستاس تشارالامبيديس على موقع كرة السلة الأوروبية.كوم (الإنجليزية)
- كوستاس تشارالامبيديس على موقع DraftExpress.com (الإنجليزية)
- كوستاس تشارالامبيديس على موقع ريلجم (الإنجليزية)
- كوستاس تشارالامبيديس على موقع بروبوليرز (الإنجليزية)
- كوستاس تشارالامبيديس على موقع سبورتس رفرنس (الإنجليزية)